# Ophiomyia heringi
Ophiomyia heringi este o specie de muște din genul Ophiomyia, familia Agromyzidae, descrisă de Jaroslav Stary în anul 1930. Conform Catalogue of Life specia Ophiomyia heringi nu are subspecii cunoscute.